# SideKick
SideKick，1984年由Borland發佈的文書編輯軟體。
1984年Borland發佈了SideKick，這是一個結合了日程表、記事本和計算器功能的工具軟體，其顯著的特點是記憶體駐留（Terminate and Stay Resident -TSR），從而可以打斷正在正常執行的前臺程序，這個技術在DOS時代是獨一無二的。